# 胡漢輝

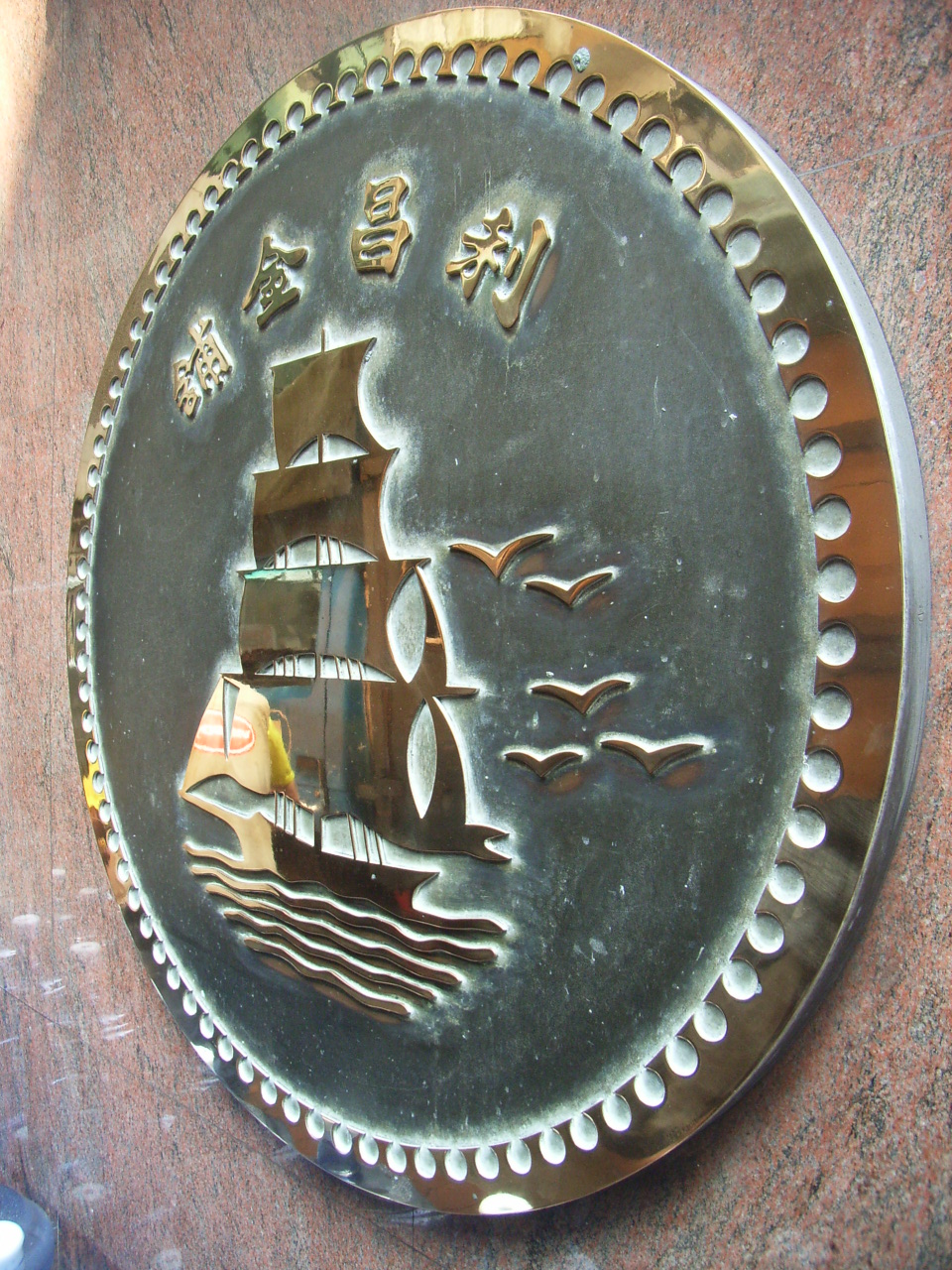
1950年代，胡漢輝在香港創立利昌金鋪

胡漢輝 （1922年2月21日—1985年7月30日），籍貫廣東順德市桂洲鎮。香港黃金商人，有「香港金王」之稱。
胡漢輝早於第二次世界大戰後，1940年代後期已在香港金融業界發展，在香港營運金號。1955年加入香港金銀業貿易場，1970年當選為金銀業貿易場理事長，其後一直連任此職位，直至1985年逝世為止。他曾多次到外國，考察外地的金業發展，並曾作專題演講，鼓勵外地主要黃金商人到香港發展。
胡漢輝之子胡經昌，曾任香港立法會議員。

## 生平
胡漢輝是廣東順德桂州鄉人，1922年正月廿五日寅時生。其父胡儒釗在廣州辦儒記絲莊頗負盛名。在抗戰爆發時期，胡漢輝正就讀廣州市南武中學，尚未完成學業便來到香港，進借用中華中學上課的香港中國新聞學院學習，並得青年記者協會幫助，與友人組成“中新社”，從事新聞工作，鼓吹抗日。
1941年，香港淪陷，他成了日軍通緝對象。1949年他在香港當了一名外匯經紀學徒。
1950年創立利昌金號，經營黃金買賣及鑄造業。 由於他預測準確，“利昌”很快就在香港黃金界打穩基礎。
1955年，他被選為金銀業貿易場理監事，1970年被選為理事長，執本地金銀業牛耳。 在他的領導下， 香港黃金市場迅速發展，與倫敦 、 蘇黎世並列為世界三大金市。 他因此而獲“香港金王”之美譽。 他還投資證券業，1971年創立金銀證券交易所。 當“九龍”、“香港”、“遠東”、“金銀”四會合併成聯合交易所時，他出任第一屆主席。 他還擔任其它20多間公司董事會的主席或董事。
1982年獲美國加州林肯大學名譽文學博士學位，為表彰其在金銀、證券業上的貢獻，1985年英廷頒贈CBE勳銜。 1985年7月30日病逝，終年63歲。 其遺著有《 香港黃金市場 》。

## 外部链接

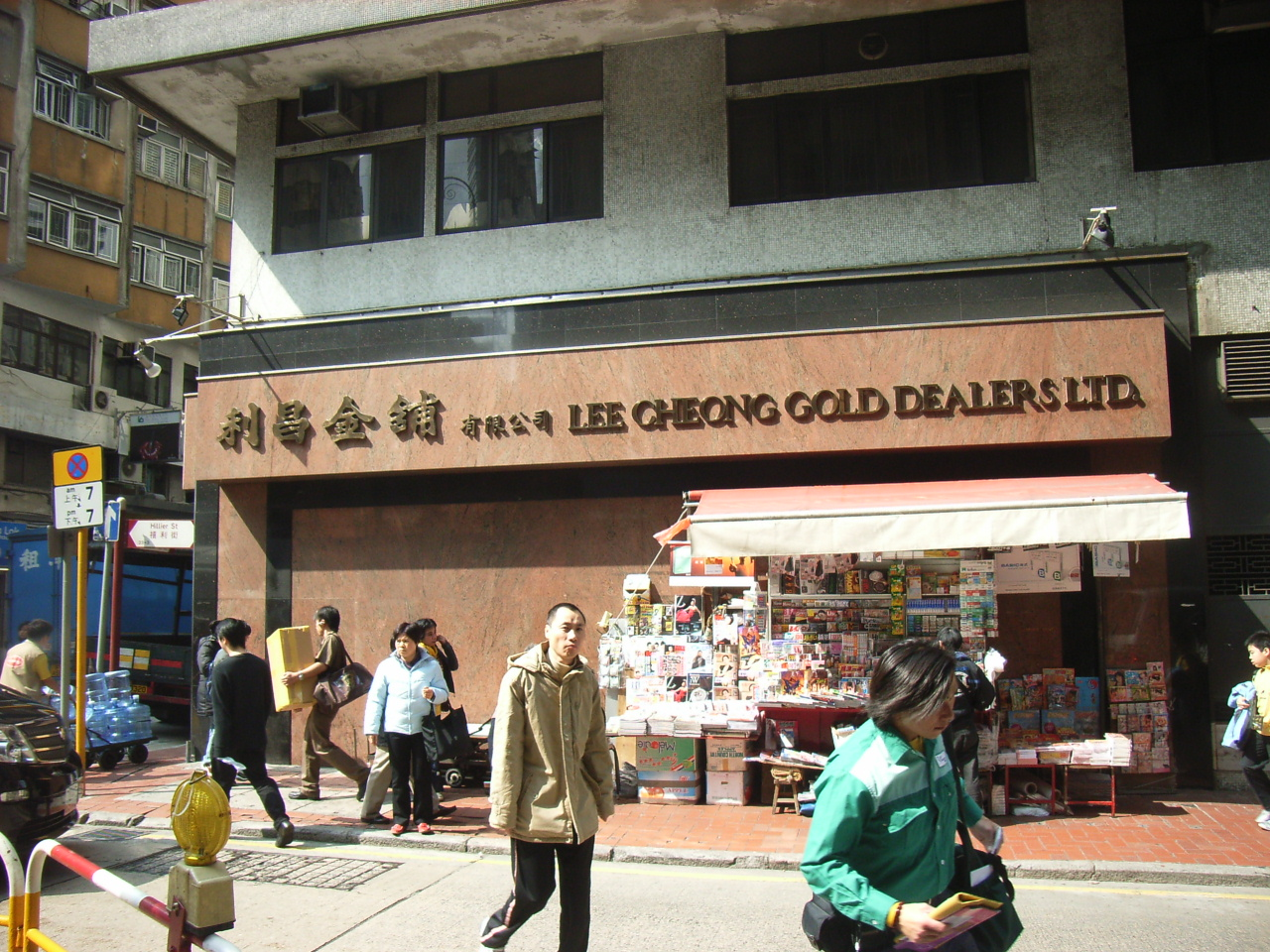
現時位於上環禧利街的利昌金鋪有限公司

## 資料來源
1. ↑  胡漢輝訃聞. 華僑日報. 1985-08-03. 第二張第一頁.
2. ↑  胡儒釗訃聞. 華僑日報. 1967-05-26. 第二張第二頁.
3. 1 2 3  鄧家宙 (编). . 香港史學會. 2012: 266.
4. ↑  張茅. . 大公網. 2017-09-17  [2022-10-02]. （原始内容存档于2022-10-06）.
5. ↑  鄭明仁. . 明報. 2018年3月18日  [2021年11月8日]. （原始内容存档于2021年11月8日）.

- 順德區檔案館
- 胡漢輝基本资料